# Allokermes rattani
Allokermes rattani är en insektsart som först beskrevs av Edward MacFarlane Ehrhorn 1906.  
Allokermes rattani ingår i släktet Allokermes och familjen eksköldlöss. Inga underarter finns listade i Catalogue of Life.